# Lawrence Tyson

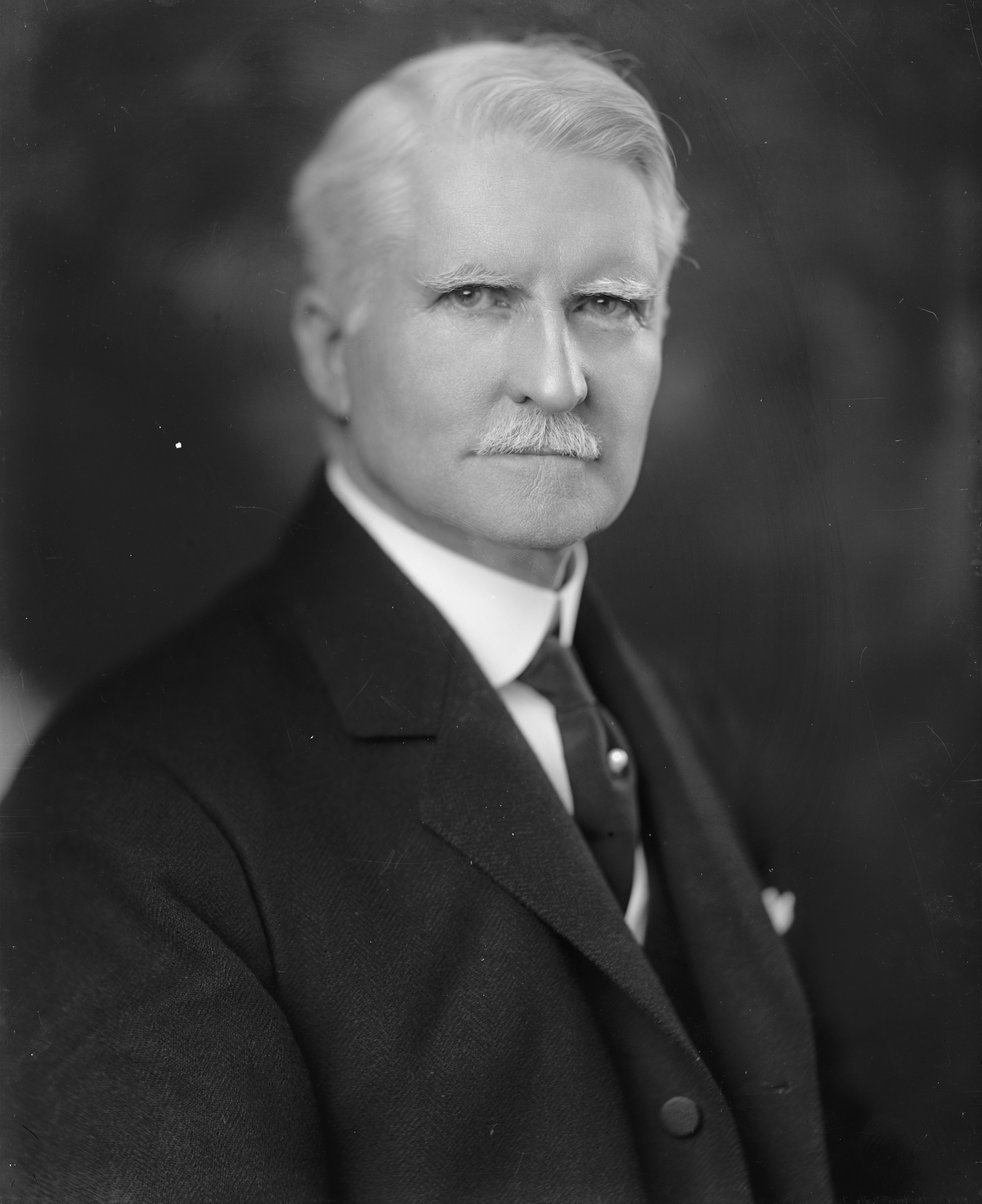
Lawrence Tyson

Lawrence Davis Tyson (* 4. Juli 1861 im Pitt County, North Carolina; † 24. August 1929 in Strafford, Chester County, Pennsylvania) war ein US-amerikanischer Politiker, Unternehmer und General. Zwischen 1925 und 1929 vertrat er den Bundesstaat Tennessee im US-Senat.

## Werdegang
Lawrence Tyson wurde auf einer Farm in der Nähe von Greenville Greenville in North Carolina geboren. Er besuchte die öffentlichen Schulen seiner Heimat einschließlich der Greenville Academy. Zwischen 1879 und 1883 durchlief er die US-Militärakademie in West Point. Nach seinem Examen wurde er Leutnant in der United States Army. Er wurde in den Westen versetzt, wo er an einigen Feldzügen gegen die Apachen teilnahm. Zwischen 1891 und 1895 lehrte er an der University of Tennessee in Knoxville Militärwissenschaften (military science and tactics). Nach einem gleichzeitigen Jurastudium an der gleichen Universität und seiner im Jahr 1894 erfolgten Zulassung als Rechtsanwalt begann er in Knoxville in seinem neuen Beruf zu arbeiten. Gleichzeitig schied er vorübergehend aus dem Militärdienst aus. Beim Ausbruch des Spanisch-Amerikanischen Kriegs von 1898 meldete er sich freiwillig zur Armee zurück. Er wurde Oberst einer Freiwilligeneinheit, die unter anderem in Puerto Rico stationiert war. Im Jahr 1899 schied er nach dem Ende des Kriegs wieder aus dem aktiven Militärdienst aus. Er kehrte nach Knoxville zurück und praktizierte wieder als Rechtsanwalt. Gleichzeitig engagierte er sich in der Baumwollherstellung. Er gründete die Knoxville Cotton Mills, die später eine der größten Textilfabriken in Knoxville wurde. Zwischen 1902 und 1908 war er als Brigadegeneral Generalinspekteur der Nationalgarde von Tennessee. Während des Ersten Weltkriegs war er als Brigadegeneral der amerikanischen Streitkräfte auf dem europäischen Kriegsschauplatz eingesetzt. Seine 59. Brigade war eine der ersten alliierten Einheiten, die im September 1918 die Siegfriedstellung durchbrachen. Im Jahr 1919 schied Tyson endgültig aus dem Militärdienst aus.
Politisch schloss sich Lawrence Tyson der Demokratischen Partei an. Zwischen 1903 und 1905 war er Abgeordneter und Vorsitzender im Repräsentantenhaus von Tennessee. Im Jahr 1913 bemühte er sich erfolglos um seine Nominierung für die Wahlen zum US-Senat und 1920 kandidierte er auf der Democratic National Convention erfolglos für die Nominierung für das Amt des Vizepräsidenten. Seit 1923 war er Eigentümer der Zeitung Knoxville Sentinel. Bei den  Wahlen des Jahres 1924 wurde Lawrence Tyson als Kandidat seiner Partei in den US-Senat gewählt, wo er am 4. März 1925 die Nachfolge von John K. Shields antrat, den er in den Vorwahlen seiner Partei geschlagen hatte. Dieses Mandat konnte Tyson bis zu seinem Tod am 24. August 1929 ausüben. Noch im Jahr 1925 war er Mitverfasser des Tyson-Fitzgerald Acts, das Entschädigungen für verwundete Offiziere des Ersten Weltkriegs vorsah. Das Gesetz wurde zunächst von Präsident Calvin Coolidge durch dessen Veto blockiert. Tyson fand jedoch im Kongress eine Mehrheit um das Veto zu überstimmen. Im Jahr 1926 unterstützte er den Antrag zur Gründung des Great-Smoky-Mountains-Nationalparks. Dieser wurde dann im Jahr 1934 eingerichtet. Tyson starb in einem Krankenhaus in Strafford in Pennsylvania.
Seit 1886 war er mit Bettie Humes McGhee verheiratet, der Tochter des Eisenbahnunternehmers
Charles McClung McGhee (1828–1907). Der 1889 geborene Sohn Charles fiel im Oktober 1918 als Pilot der United States Navy bei einem Minensucheinsatz über der Nordsee.